# کیلکابیزوو
کیلکابیزوو (به لاتین: Kilkabyzovo) یک منطقهٔ مسکونی در روسیه است که در باشقیرستان واقع شده‌است.